# Den ljusnande framtid
Den ljusnande framtid är en svensk dramafilm från 1941 i regi av Gustaf Molander. I huvudrollen ses Signe Hasso som här medverkar i sin sista svenska film före resan till Hollywood. 

## Handling
Birgit Norén börjar som ny lärarinna på en skola i en mindre stad. Hon inleder ett förhållande med skolans rektor och det blir ett visst trassel.

## Om filmen
Filmen premiärvisades den 10 februari 1941 på biograf Röda Kvarn i Uppsala. Stockholmspremiär ett par dagar senare på Röda Kvarn vid Biblioteksgatan. Filmen har visats vid ett flertal tillfällen i SVT.

## Rollista i urval
- Signe Hasso – Birgit Norén
- Ernst Eklund – rektor Helge Dahlberg
- Erik "Bullen" Berglund – adjunkt Axel Olsson
- Eric Abrahamsson – lektor Viktor Norrman
- Alf Kjellin – Åke Dahlberg, rektorns son
- Eva Henning – Gun, Åkes flickvän
- George Fant – Tage Lovander, gymnasist
- Karin Alexandersson – Maria, Dahlbergs hushållerska
- Gull Natorp – fru Norrman
- Ejnar Haglund – Edlund, biologilärare
- Carl Ström – poliskommissarie Borgström
- Rose-Mari Molander – Inga, rektorns dotter
- Willy Peters – Borg
- Stig Olin – Bertil Bergström, gymnasist
- Hans Strååt – gymnasist
- Olof Bergström – gymnasist (bortklippt)